# Sandra Monteiro
Pour les articles homonymes, voir Monteiro (homonymie).
Sandra Monteiro, née le 12 octobre 1972, est une joueuse de pétanque française. 

## Clubs
- ?-2006 : Pétanque Bron Terraillon (Rhône)
- 2007 : Brosses Pétanque Villeurbanne (Rhône)
- 2008-? : Calade Pétanque Villefranche-sur-Saône (Rhône)
- ?-? : Grenoble Boule 38 (Isère)
- ?- : Pétanque Club Claixois (Isère)

## Palmarès[1],[2],[3]

### Séniors

#### Championnats de France
Championne de France
- Triplette 2005 (avec Cynthia Quennehen et Ranya Kouadri) : Pétanque Bron Terraillon

Finaliste
- Triplette 2006 (avec Cynthia Quennehen et Ranya Kouadri) : Pétanque Bron Terraillon